# Heike Henkel
Heike Henkel z domu Redetzky (ur. 5 maja 1964 w Kilonii) – niemiecka lekkoatletka, która specjalizowała się w skoku wzwyż.
Jedna z najbardziej utytułowanych skoczkiń wzwyż w historii. Trzykrotna uczestniczka igrzysk olimpijskich: Los Angeles 1984 (11. miejsce), Seul 1988 (odpadła w eliminacjach) oraz Barcelona 1992 (złoty medal). W roku 1990 została mistrzynią Europy, a rok później – w 1991 – wywalczyła mistrzostwo świata. Czterokrotna medalistka halowych mistrzostw świata – Sewilla 1991 (złoto), Toronto 1993 (srebro), Budapeszt 1989 oraz Barcelona 1995 (brąz). W 1992 wynikiem 2,07 ustanowiła halowy rekord świata (dziś jest to 2. wynik w historii światowej lekkoatletyki i rekord Niemiec). Swój najlepszy rezultat na stadionie – 2,05 – uzyskała 31 sierpnia 1991 w Tokio.
W 1991 roku triumfowała w łącznej klasyfikacji punktowej wszystkich konkurencji w cyklu Grand Prix oraz wygrała prestiżowy plebiscyt Track & Field Athlete of the Year. Obecnie jest zaangażowana w walkę z niedozwolonym dopingiem.
Jej pierwszym mężem był pływak Rainer Henkel, aktualnie jest żoną wieloboisty Paula Meiera.

## Osiągnięcia
| Rok  | Zawody                      | Miasto              | Lokata            |
| ---- | --------------------------- | ------------------- | ----------------- |
| 1981 | Mistrzostwa Europy juniorów | Utrecht             | 5. miejsce        |
| 1984 | Igrzyska olimpijskie        | Los Angeles         | 11. miejsce       |
| 1986 | Mistrzostwa Europy          | Stuttgart           | 6. miejsce        |
| 1987 | Halowe mistrzostwa Europy   | Liévin              | 5. miejsce        |
| 1987 | Halowe mistrzostwa świata   | Indianapolis        | 6. miejsce        |
| 1987 | Finał A pucharu Europy      | Praga               | 3. miejsce        |
| 1987 | Mistrzostwa świata          | Rzym                | 6. miejsce        |
| 1988 | Halowe mistrzostwa Europy   | Budapeszt           | 2. miejsce        |
| 1988 | Igrzyska olimpijskie        | Seul                | el. – 13. miejsce |
| 1989 | Halowe mistrzostwa świata   | Budapeszt           | 3. miejsce        |
| 1989 | Finał Grand Prix IAAF       | Monte Carlo         | 3. miejsce        |
| 1990 | Halowe mistrzostwa Europy   | Glasgow             | 1. miejsce        |
| 1990 | Mistrzostwa Europy          | Split               | 1. miejsce        |
| 1991 | Halowe mistrzostwa świata   | Sewilla             | 1. miejsce        |
| 1991 | Finał A pucharu Europy      | Frankfurt nad Menem | 3. miejsce        |
| 1991 | Mistrzostwa świata          | Tokio               | 1. miejsce        |
| 1991 | Finał Grand Prix IAAF       | Barcelona           | 1. miejsce        |
| 1992 | Halowe mistrzostwa Europy   | Genua               | 1. miejsce        |
| 1992 | Igrzyska olimpijskie        | Barcelona           | 1. miejsce        |
| 1993 | Halowe mistrzostwa świata   | Toronto             | 2. miejsce        |
| 1993 | Superliga pucharu Europy    | Rzym                | 2. miejsce        |
| 1993 | Mistrzostwa świata          | Stuttgart           | DNS               |
| 1995 | Halowe mistrzostwa świata   | Barcelona           | 3. miejsce        |
| 1995 | Mistrzostwa świata          | Göteborg            | el. – 8. miejsce  |